# Tonwerk München @Alpha Postproduktion
Die Tonwerk München @Alpha Postproduktion GmbH ist ein Produktionsunternehmen für die Synchronisation von Filmen und Fernsehserien mit Sitz in München.

## Geschichte
Das Unternehmen wurde im Februar 2013 gegründet. Am 11. März 2021 erfolgte eine Umfirmierung zum heutigen Firmennamen.

## Dienstleistungen
Die technischen Dienstleistungen umfassen Tonmischung und Filmschnitt. Weitere Dienstleistungen nach Angaben des Unternehmens enthalten Dialogregie, das Schreiben von Dialogbüchern, Aufnahmeleitung und Regie.

## Filmografie (Auswahl)
- 2020: Cautious Hero: The Hero Is Overpowered but Overly Cautious
- 2020: Cells at Work!
- 2020: Darwin’s Game
- 2020: ID – Invaded
- 2020: Magical Girl Spec-Ops Asuka
- 2020: Rascal Does Not Dream of a Dreaming Girl
- 2021: Cells at Work! Code Black
- 2021: Cencoroll Connect
- 2021: Eromanga Sensei
- 2021: Fruits Basket
- 2021: Interspecies Reviewers
- 2021: The Misfit of Demon King Academy
- 2021: Saenai Hiroin no Sodatekata
- 2022: Fortune Favors Lady Nikuko
- 2022: Black Site
- 2022: Reincarnated as a Sword
- 2023: Onimai: I’m Now Your Sister!
- 2023: Helck
- 2024: Encouragement of Climb
- 2024: Godzilla Minus One